# جزيرة أجيليكا
أجيليكا (بالإنجليزية: Agilkia)‏؛ هي جزيرة في خزان سد أسوان القديم على طول نهر النيل في جنوب مصر؛ وهي الموقع الحالي لمعبد فيلة بعد نقله من فيلة، بعد أن غمرته مياه الفيضان في عام 1902، تم تفكيك معبد فيلة ونقله إلى جزيرة أجيلكيا، كجزء من مشروع أوسع لليونسكو.
اسم أجيليكا هو الاسم الذي تم اختياره لموقع الهبوط المخطط للمسبار الفضائي فيلة على مذنب 67P/تشوريوموف-جيراسيمنكو بواسطة مركبة روزيتا.

## روابط خارجية
- غريفيث، فلوريدا (1911). «فيلة». موسوعة بريتانيكا . 21 (11th ed.). ص.   373.
- معبد جزيرة المقدسة فيلة
- Philae @ The Domain of Het-Hert اسم بديل آخر لحتحور - منظر جوي للمعابد
- فيلة @ أخيت علم المصريات